# New Sensations
Pour les articles homonymes, voir New Sensations (studio).
Albums de Lou Reed
Legendary Hearts
(1983) Mistrial
(1986)
New Sensations est un album de Lou Reed sorti en 1984.
Cet album fait partie de la période des années 80, généralement sous-estimé de l’œuvre de Lou Reed avec d'autres albums comme Growing Up in Public, Legendary Hearts ou Mistrial. Pourtant chacun de ses albums contient de très grandes chansons. Il faudra attendre 1989 et l'album New York pour que Lou Reed connaisse à nouveau les faveurs des critiques et du public.

## Liste des titres
| 1. | I Love You, Suzanne | 3:16 |
| 2. | Endlessly Jealous   | 3:56 |
| 3. | My Red Joystick     | 3:34 |
| 4. | Turn to Me          | 4:21 |
| 5. | New Sensations      | 5:46 |

| 1. | Doin' the Things That We Want To | 3:55 |
| 2. | What Becomes a Legend Most       | 3:36 |
| 3. | Fly Into the Sun                 | 3:03 |
| 4. | My Friend George                 | 3:50 |
| 5. | High in the City                 | 3:28 |
| 6. | Down at the Arcade               | 3:40 |

## Musiciens
On retrouve Fernando Saunders et Fred Maher, présents sur l'album précédent, le guitariste Robert Quine ayant cessé sa collaboration avec Lou Reed.
- Lou Reed : chant, guitare solo et guitare rythmique
- Fernando Saunders : guitare basse, contrebasse, chœurs, guitare rythmique sur My Red Joystick et My Friend George
- Fred Maher : batterie
- Peter Wood : piano, synthétiseurs, accordéon